# خابیلیتسه
خابیلیتسه (به لهستانی:  Chabielice) یک روستا در لهستان است که در گمینا شچرتسوو واقع شده‌است. خابیلیتسه ۵۰۰ نفر جمعیت دارد.